# Parti Șor
Le Parti Șor, connu auparavant sous le nom de Mouvement socio-politique républicain « Égalité » (en russe : Общественно-политическое движение «Равноправие», en roumain : Mișcarea Social-Politică Republicană « Ravnopravie »), est un parti politique de droite, nationaliste russophile de Moldavie. Il est fondé en 1998 puis dirigé par l'oligarque et maire d'Orhei, Ilan Șor. Comme ce dernier, le parti est parfois orthographié « Shor ».
Accusé de participer aux tentatives de déstabilisation du pays par la Russie dans le contexte de l'invasion de l'Ukraine par cette dernière, le Parti Șor est interdit sur décision de la Cour constitutionnelle le 19 juin 2023.

## Histoire
Lors de la réunion du Conseil du mouvement pro-russe Ravnopravie du 19 juin 2016, Ilan Șor a été élu président du parti. Le 3 octobre 2016, il en a changé de nom et l'a appelé d'après son propre patronyme : Parti Șor.
Le parti est accusé de participer aux tentatives de déstabilisation de la Moldavie par la Russie, dans le contexte de l'invasion de l'Ukraine par cette dernière, notamment en organisant des manifestations sous le prétexte de la crise énergétique. Il est par conséquent interdit sur décision de la Cour constitutionnelle le 19 juin 2023. Ses membres sont automatiquement réenregistrés comme indépendants,.

## Idéologie
Le parti Șor souhaite développer une identité nationale moldave pro-russe et anti-roumaine, allant jusqu'à vouloir fédéraliser tout le pays et modifier la langue. Ce sont là les positions nationalistes russes en Moldavie depuis son indépendance : le pays est certes multinational, mais si les Russes, Ukrainiens, Gagaouzes, Bulgares, Juifs et autres doivent avoir le droit de se désigner par un seul et même nom en Moldavie et dans les autres pays où ils vivent, et de se référer librement à la culture de ces pays, en revanche les autochtones roumanophones (deux tiers de la population) doivent se désigner exclusivement comme « Moldaves » et rompre avec l'histoire et la culture de la Roumanie, « imprégnée » selon les partis pro-russes, dont le parti Șor, « de fascisme, d'antisémitisme, d'impérialisme pro-occidental et de haine envers le passé soviétique de la Moldavie »,.
Bien que les couleurs de son emblème (une broderie populaire) soient celles de la République socialiste soviétique moldave, le parti Șor n'est pas pour autant socialiste, ni communiste : il prône l'autoritarisme politique à l'exemple de la politique du Kremlin et l'économie de marché.

## Dirigeants

### Présidents
- Valery Klimenko (1998-2016)
- Ilan Șor (2016-2023)

## Résultats électoraux
| Année   | Voix             | %                | Sièges           |
| ------- | ---------------- | ---------------- | ---------------- |
| 2001    | 7 277            | 0,44             | 0 / 101          |
| 2005    | 7 009            | 2,83             | 0 / 101          |
| 04/2009 | Ne participe pas | Ne participe pas | Ne participe pas |
| 07/2009 | Ne participe pas | Ne participe pas | Ne participe pas |
| 2010    | 1 781            | 0,10             | 0 / 101          |
| 2014    | Ne participe pas | Ne participe pas | Ne participe pas |
| 2019    | 117 774          | 8,32             | 7 / 101          |
| 2021    | 84 185           | 5,74             | 6 / 101          |

### Élections présidentielles
| Année | Candidat       | 1er tour | 1er tour | 1er tour | 2d tour      | 2d tour      | 2d tour      |
| Année | Candidat       | Voix     | %        | Rang     | Voix         | %            | Rang         |
| ----- | -------------- | -------- | -------- | -------- | ------------ | ------------ | ------------ |
| 2020  | Violeta Ivanov | 87 542   | 6,49     | 4e       | Non qualifié | Non qualifié | Non qualifié |